# Delaware Blue Coats 2019-2020
La stagione 2019-20 dei Delaware Blue Coats fu l'11ª nella NBA D-League per la franchigia.
I Delaware Blue Coats al momento dell'interruzione della stagione a causa della pandemia da COVID-19, erano secondi nella Atlantic Division con un record di 22-21. 

## Roster
| N° | Naz.                   | Ruolo | Sportivo          | Anno | Alt. | Peso |
| -- | ---------------------- | ----- | ----------------- | ---- | ---- | ---- |
| 0  | Stati Uniti (bandiera) | A     | Justin Robinson   | 1997 | 185  | 88   |
| 1  | Stati Uniti (bandiera) | A     | Terry Harris      | 1996 | 198  | 98   |
| 4  | Stati Uniti (bandiera) | A     | Julian Washburn   | 1991 | 203  | 95   |
| 5  | Stati Uniti (bandiera) | G     | Xavier Munford    | 1992 | 191  | 78   |
| 7  | Stati Uniti (bandiera) | A     | Haywood Highsmith | 1996 | 193  | 100  |
| 8  | Stati Uniti (bandiera) | G     | Zhaire Smith      | 1999 | 193  | 90   |
| 10 | Stati Uniti (bandiera) | G     | Shizz Alston      | 1996 | 193  | 82   |
| 12 | Stati Uniti (bandiera) | C     | Doral Moore       | 1997 | 216  | 127  |
| 14 | Libano (bandiera)      | AC    | Norvel Pelle      | 1993 | 211  | 98   |
| 20 | Ciad (bandiera)        | C     | Christ Koumadje   | 1996 | 221  | 122  |
| 23 | Stati Uniti (bandiera) | G     | Jared Brownridge  | 1994 | 190  | 91   |
| 24 | Stati Uniti (bandiera) | G     | Michael Bryson    | 1994 | 193  | 91   |
| 35 | Canada (bandiera)      | G     | Marial Shayok     | 1995 | 198  | 93   |
| 41 | Stati Uniti (bandiera) | A     | Isaiah Miles      | 1994 | 201  | 100  |
| 42 | Stati Uniti (bandiera) | C     | Dennis Clifford   | 1992 | 216  | 118  |
| 43 | Australia (bandiera)   | A     | Jonah Bolden      | 1996 | 208  | 100  |
|    | Stati Uniti (bandiera) | G     | Shake Milton      | 1996 | 198  | 94   |

## Staff tecnico
- Allenatore: Connor Johnson
- Vice-allenatori: Xavier Silas, Alex Terès, Isaiah Fox